# Дуглас-Хьюм, Дэвид, 15-й граф Хьюм
Дэвид Александр Коспатрик Дуглас-Хьюм, 15-й граф Хьюм (20 ноября 1943 — 22 августа 2022) — британский политик-консерватор и бизнесмен.

## История и образование
Родился 20 ноября 1943 года в Вестминстере (Лондон). Единственный сын сэра Алека Дугласа-Хьюма, 14-го графа Хьюма (1903—1995), и британского премьер-министра, а затем лорда Хьюма из Хирсела, и Элизабет Алингтон (1909—1990), дочери Сирила Алингтона (1872—1955). Он получил образование в Итонском колледже и Крайст-черче в Оксфорде.

## Политическая карьера
Дэвид Хьюм унаследовал графский титул своего отца после его смерти в октябре 1995 года. Когда наследственные пэры Палаты лордов были сокращены в соответствии с Актом о Палате лордов 1999 года, он был избран одним из девяноста двух пэров, которым было разрешено остаться. Он сидит как консерватор, отсидев некоторое время на первой скамье консерваторов.
Помимо своей политической карьеры, лорд Хьюм до 2013 года был председателем частного банка Coutts & Co. Он также является президентом Британской ассоциации по охоте и охране природы и главой «Имени и герба Хьюма».
Хоум был назначен рыцарем-компаньоном ордена Чертополоха (KT) в 2014 году в честь Нового года.
Скончался 22 августа 2022 года.

## Семья
10 октября 1972 года в Вестминстере лорд Хьюм женился на Джейн Маргарет Уильямс-Уинн (род. 20 февраля 1949 года), дочери полковника Джона Фрэнсиса Уильяма-Уинна и Маргарет Гвендолин Хейворд Ропер, из семьи баронетов Уильямс-Уинн. У них трое детей:
- Леди Иона Кэтрин Дуглас-Хьюм (род. в 1980 году), 5 апреля 2008 года она вышла замуж за достопочтенного Джеймса Томаса Вингфилда Хьюитта (род. 1979), сына и наследника 9-го виконта Лиффорда. У них трое сыновей[4]:
  - Гарри Александр Уайлдбор Хьюитт (род. 9 февраля 2010 года)
  - Рори Дэвид Вингфилд Хьюитт (род. 3 февраля 2012 года)
  - Нико Джеймс Коспатрик Хьюитт (род. 15 мая 2015 года)
- Леди Мэри Элизабет Дуглас-Хьюм (род. в 1982 году), замужем за Кристофером Гуртом Клотье. У них есть одна дочь:
  - Эйра Клотье (род. 5 января 2013 года)
- Майкл Дэвид Александр Дуглас-Хьюм, лорд Дангласс (род. 30 ноября 1987 года), женат на Салли Андерхилл[5].

## Названия и стили
- Достопочтенный Дэвид Дуглас-Хьюм (1943—1951)
- Лорд Дангласс (1951—1963)
  - В 1963 году, в тот год, когда его отец отказался от графского титула (и стал премьер-министром), Дэвид тоже прекратил использовать свой титул учтивости[6].
- Дэвид Дуглас-Хьюм (1963—1974)
- Достопочтенный Дэвид Дуглас-Хьюм (1974—1995)
- Достопочтенный Граф Хьюм (1995-)

## Награды
- Рыцарь ордена Чертополоха (2014)
- Командор Королевского Викторианского ордена (1997)
- Командор ордена Британской империи (1991)